# Maglebrænde Sogn
Maglebrænde Sogn 
ist eine Kirchspielsgemeinde (dän.: Sogn)
auf der Insel Falster im südlichen Dänemark.
Bis 1970 gehörte sie zur Harde Falsters Nørre Herred im damaligen Maribo Amt, danach zur Stubbekøbing Kommune im Storstrøms Amt, die im Zuge der  Kommunalreform zum 1. Januar 2007 in der Guldborgsund Kommune in der Region Sjælland aufgegangen ist.
Im Kirchspiel leben 282 Einwohner (Stand: 1. Januar 2023).
Im Kirchspiel liegt die Kirche „Maglebrænde Kirke“.
Nachbargemeinden sind im Norden Stubbekøbing Sogn, im Osten Aastrup Sogn, im Südosten Horbelev Sogn, im Südwesten Falkerslev Sogn, im Westen Torkilstrup Sogn und im Nordwesten Lillebrænde Sogn.